# Ferdinand Swatosch
Ferdinand Swatosch (ur. 11 maja 1894 w Wiedniu, zm. 29 listopada 1974 w Bazylei) – austriacki piłkarz, a także trener. Brat innego piłkarza, Jakoba Swatoscha.

## Kariera klubowa
Swatosch karierę rozpoczął w 1911 roku w zespole 1. Simmeringer SC. W 1914 roku odszedł do Rapidu Wiedeń, z którym dwukrotnie zdobył mistrzostwo Austrii (1916, 1919), a także raz Puchar Austrii (1919). W 1919 roku wrócił do 1. Simmeringer SC, a w 1920 roku został zawodnikiem zespołu Wiener Amateur-SV.
W sezonie 1922/1923 został w jego barwach królem strzelców ligi austriackiej. Oprócz tego wraz z klubem zdobył mistrzostwo Austrii (1924), a także dwa razy Puchar Austrii (1921, 1924).
W 1924 roku Swatosch przeszedł do niemieckiego Kölner BC. Po sezonie 1924/1925 odszedł stamtąd do SpVgg Sülz 07, którego barwy reprezentował do 1930 roku. W następnych latach kariery grał już tylko we francuskim zespole FC Mulhouse (1932–1933).

## Kariera reprezentacyjna
W reprezentacji Austrii Swatosch zadebiutował 4 października 1914 w zremisowanym 2:2 towarzyskim meczu z Węgrami, w którym strzelił też gola. W latach 1914–1925 w drużynie narodowej rozegrał 23 spotkania i zdobył 16 bramek.

## Kariera trenerska
W swojej karierze trenerskiej Swatosch prowadził zespoły Rheydter SV, FC Mulhouse, Lützenkirchen, Rot-Weiß Oberhausen, Borussia Dortmund, Arminia Bielefeld, FC Schalke 04, Borussia Neunkirchen oraz SC Fortuna Köln.